# 疲勞極限

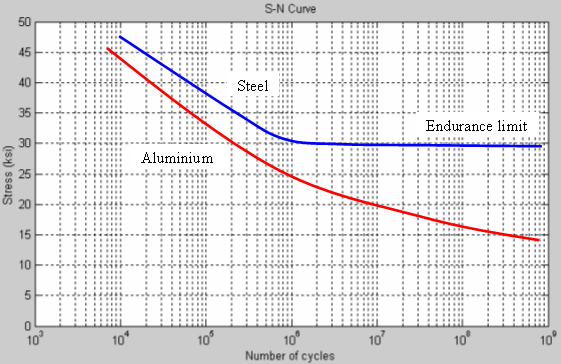
不同材料施加的應力與週期數的曲線，藍色線為鋼材，右側部份為水平，紅色線為鋁，未看到如藍色線一般的水平線

疲勞極限（Fatigue limit）、持久極限（endurance limit）及疲勞強度（Fatigue strength），都是和材料的周期应力及疲勞有關的材料性質。
一材料試片在不同大小的週期應力下，使材料破壞需要的週期數也隨之不同。應力大小和週期數的關係可以用S-N圖表示。一般而言，週期應力越小，需材料破壞需要的週期數越多。但鐵合金和鈦合金有一特性，當周期应力大小低於一特定數值，材料可以承受無限次的周期应力，不會造成疲勞，此數值對應S-N圖右側的水平線。
其他的結構金屬（如鋁和銅）沒有類似的限制值，即使是很小的周期应力，只要周期持續增加，最後材料就會疲勞破壞。這類的材料一般會用一特定數字（通常為107）為其疲勞壽命週期數Nf。

## 定義
美國材料和試驗協會（ASTM）定義了以下的材料性質：
- 疲勞強度SNf ：在經過Nf周期的周期应力後，會產生疲勞破壞的周期应力。
- 疲勞極限Sf：當Nf變得很大時，對應周期应力的極限值。

持久極限可定義為在經過許多周期的周期应力後，材料不會產生疲勞破壞的周期应力。ASTM未定義持久極限，但認為持久極限的數值會類似疲勞極限
有些研究者使用持久極限Se來表示即使經過無限次的周期应力後，仍不會使材料產生疲勞破壞的周期应力。而疲勞強度或是疲勞極限Sf則是在經過特定次數（例如5億次）的負載週期後，材料產生疲勞破壞的周期应力，鋼鐵材料的性質用持久極限來表示，而其他材料（例如鋁）的性質則用疲勞強度或疲勞極限來表示。
不過也有一些研究者將持久極限和疲勞極限視為是相同的性質，也不會針對上述二種材料配合不同的材料性質來描述。

## 典型數值
鋼鐵的持久極限一般會是其极限抗拉强度的一半，最大可到100 ksi（690 MPa）。鐵、鋁、銅合金的持久極限及同一般會是其极限抗拉强度的0.4倍，鐵最大的持久極限為24 ksi（165 MPa）、鋁及銅則分別為19 ksi （131 MPa）及14 ksi（96.5 MPa）。上述的數值是針對沒有洞的試片，若是有洞的試片，其持久極限會再明顯降低。

## 歷史
持久極限的概念是在1870年由德國工程師奧古斯都·沃勒提出。然而，最近有研究表明，持久極限實際上並不存在，任何很小的周期应力，只要周期持續增加，最後材料就會疲勞破壞。